# MP United FC (Quần đảo Bắc Mariana)
MP United là một câu lạc bộ bóng đá Quần đảo Bắc Mariana và kể từ khi thành lập năm 2008 thì đây là đội bóng thành công nhất ở Quần đảo Bắc Mariana. Câu lạc bộ có đội chính và đội nữ và các đội trẻ sau: 
- U6 (không thi đấu)
- U8 (không thi đấu)
- U10 (không thi đấu)
- U12 (không thi đấu)
- U15 (có thi đấu)
- U18 (không thi đấu)

## Đội hình U-18 hiện tại
Ghi chú: Quốc kỳ chỉ đội tuyển quốc gia được xác định rõ trong điều lệ tư cách FIFA. Các cầu thủ có thể giữ hơn một quốc tịch ngoài FIFA.
| Số | VT | Quốc gia             | Cầu thủ                         |
| -- | -- | -------------------- | ------------------------------- |
| 1  | TM | Quần đảo Bắc Mariana | Christopher Aninzo              |
| 3  | TV | Quần đảo Bắc Mariana | NamKi Kim                       |
| 6  | TV | Quần đảo Bắc Mariana | Jake Lee                        |
| 7  | TĐ | Quần đảo Bắc Mariana | Jack Unsa                       |
| 8  | TV | Quần đảo Bắc Mariana | Scott Kim                       |
| 9  | HV | Quần đảo Bắc Mariana | John Taisacan                   |
| 11 | TV | Quần đảo Bắc Mariana | Jireh Yobech                    |
| 12 | TĐ | Quần đảo Bắc Mariana | Raymond Mercado                 |
| 13 | TV | Quần đảo Bắc Mariana | Chris Park                      |
| 14 | TĐ | Quần đảo Bắc Mariana | Jehn Joyner                     |
| 15 | HV | Quần đảo Bắc Mariana | Kennedy Izuka                   |
| 16 | HV | Quần đảo Bắc Mariana | Enrico del Rosario (đội trưởng) |

| Số | VT | Quốc gia             | Cầu thủ          |
| -- | -- | -------------------- | ---------------- |
| 17 | TĐ | Quần đảo Bắc Mariana | Zhi Peng Lin     |
| 21 | HV | Quần đảo Bắc Mariana | Jason Kim        |
| 22 | TV | Quần đảo Bắc Mariana | Dakota Hall      |
| 24 | TV | Quần đảo Bắc Mariana | Kyle Chung       |
| 25 | TV | Quần đảo Bắc Mariana | Brian Lee        |
| 28 | TĐ | Quần đảo Bắc Mariana | Daniel Lin       |
| 29 | HV | Quần đảo Bắc Mariana | David Yang       |
| 31 | HV | Quần đảo Bắc Mariana | John Diego Masga |
| 36 | HV | Quần đảo Bắc Mariana | Bob Kim          |
| 39 | TM | Quần đảo Bắc Mariana | Greg Sablan      |
| 46 | TV | Quần đảo Bắc Mariana | Aaron Lee        |

Bản mẫu:Quần đảo Bắc Mariana